# 臺灣總督府專賣局 (文化資產)
臺灣總督府專賣局的廳舍及相關建築位於臺灣臺北市中正區愛國西路、公園路與南昌路口圓環，鄰近臺北府城南門。建於日治時期大正初期，該建築群已公告為中華民國的文化資產，作為直轄國定古蹟。該建築至今仍作為臺灣菸酒股份有限公司的總部使用。

## 沿革

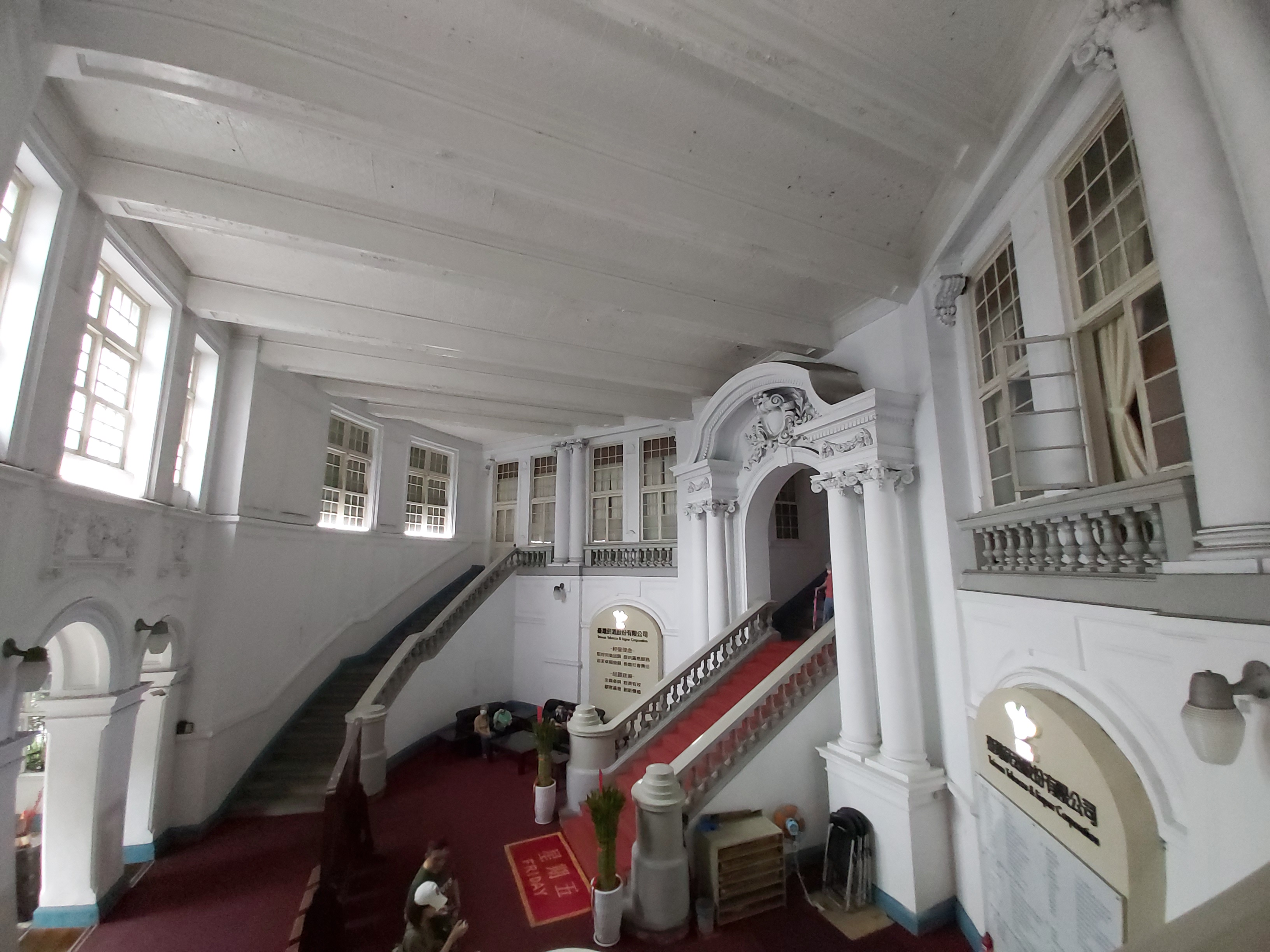
大廳

明治三十年（1897年）1月21日，臺灣總督府頒布《臺灣阿片令》，將鴉片生產與販售列入專賣。並於1897年4月1日實施，時任臺灣民政長官後藤新平於臺北府城小南門旁推動設置臺灣製藥所，主要的目的是製造鴉片，提供專賣，以達成督府財政自給自足的目標。
隨後，在1901年合併臺灣鹽務局和臺灣樟腦局，將鹽和樟腦專賣機關統一後；總督府於905年實正式施香菸專賣。專賣所衍生的專賣收益已經達台灣總督府收入的40%，為了統馭該制度，台灣總督府於決定在南門近郊兒玉町址，覓地並興建專供專賣局所使用的官署建築。
專賣局廳舍於1912年7月15日始建，並於1913年4月28日舉行上棟式，建築主體於1915年完工，至1922年延伸專賣局廳舍之東翼興建新廳舍，作為專賣局酒課辦公室之用，於1923年為止，整體建築的建設則告一段落並宣告竣工。建築旁則是臺灣總督府專賣局臺北南門工場（今國立臺灣博物館南門園區），為第二次世界大戰前臺灣唯一及東亞規模最大的樟腦及鴉片加工廠，後業務量不斷擴增狀態下，造成空間使用一直變遷，特別是將一些接待性空間改為辦公室，而同一空間中使用的單位也有增加。
二戰後，專賣局由政府接收，專賣局廳舍改為「臺灣省專賣局」的總部使用，1947年2月28日，因應圓環緝菸事件，臺北市民於台灣省專賣局台北分局進行抗議活動而發生焚燒事件，隨後，抗議民眾前往專賣局總局，對專賣局職員宿舍和南門工場進行了攻擊。當時擔任警總參謀的王民寧阻止了抗議民眾前往公賣局本局，並建議他們前往行政長官公署。二二八事件發生後，為避免引起民眾反感，專賣局將其「專賣規則」改為「公賣規則」，並將「煙」字統一改為「菸」。於1947年5月改制為臺灣省菸酒公賣局。
隨著菸酒公賣局因人員組織編制的調整而有變化，1975年，菸酒公賣局於廳舍築南側再建新大樓，廳舍則於1998年被中華民國政府宣佈為國定古蹟，並於2006年連同國立台灣博物館、勸業銀行舊廈、三井物產株式會社舊廈、台灣總督府交通局鐵道部、專賣局台北南門工場等共6處古蹟整合修建成首都核心區台灣博物館。
自2002年菸酒公賣局進行公司化，改制為台灣菸酒股份有限公司，而專賣局的建物目前由臺灣菸酒股份有限公司租用，維持原有用途，今日不定期開放民眾參觀。對於古蹟未來活化再利用為博物館的展示資源的調查與規劃設計工作，2009年則由文建會、文建會中部辦公室以及後續之文化資產總管理處的指導與協助下，進行對於臺灣總督府專賣局廳舍的調查研究。

## 建築設計

### 專賣局廳舍

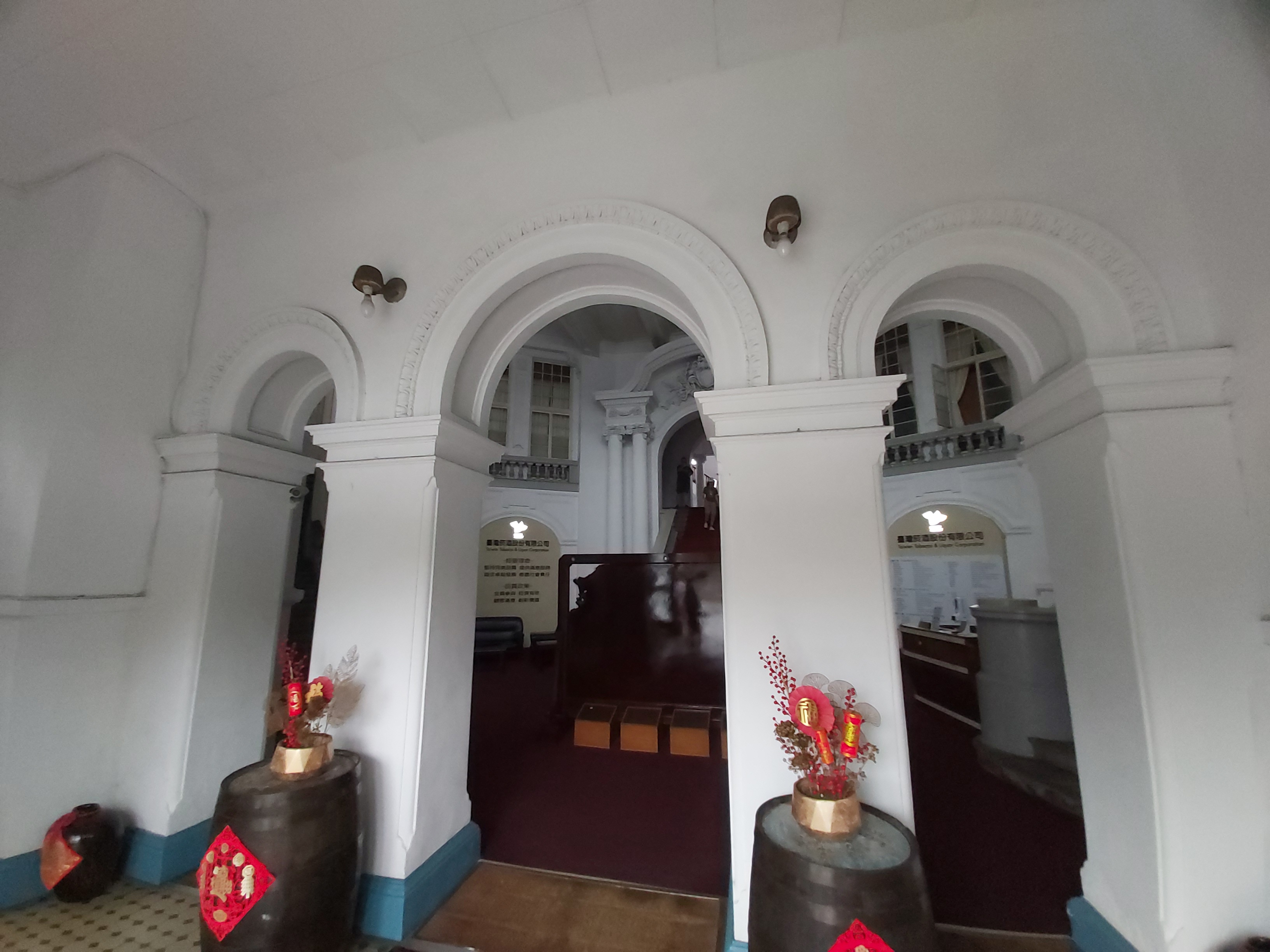
專賣局廳舍門廳

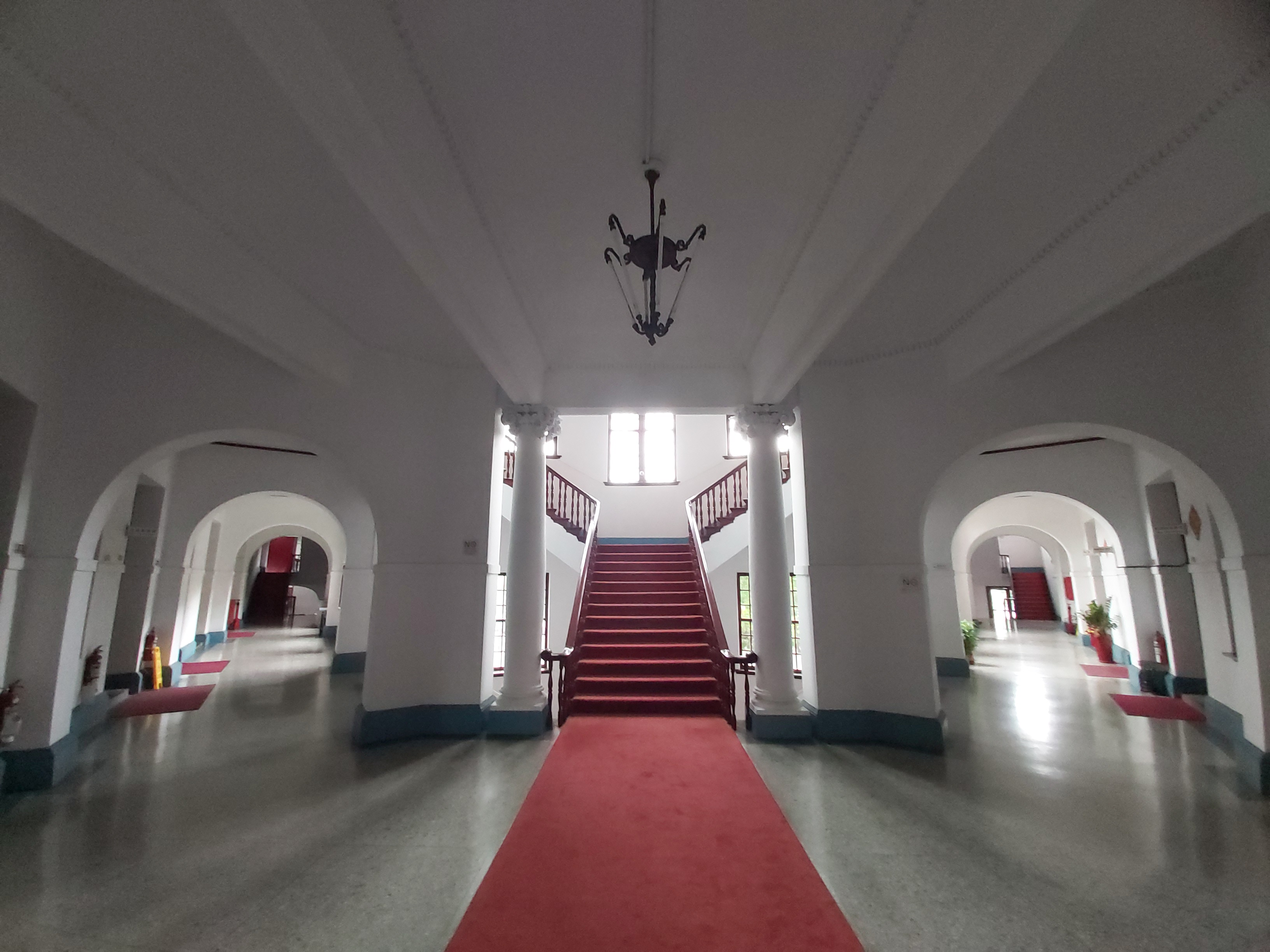
專賣局廳舍辦公區

專賣局廳舍於1913年建立於南門近郊，與台北府城南門相望，東隔南昌路與財政部原址相望，西隔一巷弄現與總統官邸相望。該建築由臺灣總督府營繕課技師森山松之助設計，並由神戶組施工。因與總統府建築物如出一轍，施工資料被列為機密，不對外公布。
其建築共5855.29平方公尺，平面呈「L」字型，建築高度約18公尺採用鋼筋混凝土加強磚造壁體，地上總共有3層。該建築的中央部分為6層的塔樓，在始建時先興建兩翼，最後於兩翼交接處擴建半圓型中央尖塔，建築全館於1922年落成。建築尖端為出入口，平面呈曲尺形，專賣局的建築風格與同一時期落成的台灣總督府極為相似，結合著英國紅磚建築與後期文藝復興樣式的，除了尖塔樓的半圓形山頭不太相同之外，其外觀皆具辰野金吾式樣的水平紅白色橫帶，華麗的浮塑裝飾、馬薩式屋頂、柱式、山牆、翼塔、門廳及拱廊等設計。正面有一個半圓形的山頂，門廳上則裝飾有球形圓頂，以此強調街角主入口的設計。
在入口處上方則裝飾了勳章飾紋，中央部分突起呈橢圓形，周圍還加入了漩渦花紋，展現了標準的文藝復興勳章紋飾，門廊則是以立體飾柱支撐，頂部有古典式的圓頂，台基沒有抬高，並在無形中減弱了原本的權威感，在市內部分，其左右兩翼設置環抱型的旋梯，中間有一道直達二樓半的正梯，樓梯扶手以木質材料製作成如意狀，樓梯旁的柱子由下到上逐漸變窄，頂部飾以葡萄果葉裝飾。
建築物的窗框採用木質雙扇外推的方形窗，並在三樓的窗戶增加了半圓形的固定小窗。每層樓層的平均高度約為3公尺，通風良好。此外，在兩翼的塔樓上，共設有四個牛眼窗，既增進了光線的進入，也裝飾了塔樓的山牆部分。配置部分，建築主要空間則依序安排於兩翼，一樓原以倉庫及其他服務空間為主，目前因空間不敷使用，二樓以上是辦公及會議室等，高階主管辦公室、扇形會議室則多位於三樓。
高塔部分為該建築最高區域，落成之處可遙望臺北市天際線景觀。

### 公賣局球場
公賣局球場為公賣局依《職工福利設置辦法》設置的育樂設施之一，其原為1961年啟用的露天籃球場，在1965年改建為大跨距鋁架的室內體育館，約可容納2500名觀眾。於1975年舉辦的第一屆威廉瓊斯盃即在此開賽。2004年改建拆除。

## 外部連結
- 專賣局(今臺灣菸酒股份有限公司) - 文化資產導覽地圖 （页面存档备份，存于）
- 臺灣菸酒股份有限公司 菸酒專賣局 -臺北旅遊網 （页面存档备份，存于）
- 臺灣菸酒股份有限公司總部 - 史料館 （页面存档备份，存于）